# Copa da Liga Escocesa 1969–70
A Copa da Liga Escocesa de 1969-70 foi a 24º edição do segundo mais importante torneio eliminatório do futebol da Escócia. O campeão foi o Celtic F.C., que conquistou seu 7º título na história da competição ao vencer a final contra o St. Johnstone F.C., pelo placar de 1 a 0.

## Premiação
| Copa da Liga Escocesa de 1969-70 |
| Escócia                          |
| -------------------------------- |
| Celtic F.C. Campeão (7º título)  |